# Wayne Knight
Wayne Eliot Knight (ur. 7 sierpnia 1955 w Nowym Jorku) – amerykański aktor, nominowany do Nagrody Saturna w kategorii najlepszy aktor drugoplanowy za rolę Dennisa Nedry’ego w filmie Park Jurajski. Występował w roli Newmana w serialu Kroniki Seinfelda i sierżanta Dona w Trzeciej planecie od Słońca.

## Filmografia

### Filmy fabularne
- 1987: Dirty Dancing jako Stan
- 1988: Bożyszcze tłumów jako Fraternity Pisser
- 1989: Urodzony 4 lipca jako oficer
- 1991: Umrzeć powtórnie jako 'Piccolo' Pete Dugan
- 1991: JFK jako Numa Bertel
- 1992: Nagi instynkt jako John Correli
- 1993: Park Jurajski jako Dennis Nedry
- 1995: Za wszelką cenę jako Ed Grant
- 1996: Kosmiczny mecz jako Stan Podolak (głos)
- 1997: Herkules jako Demetriusz Merchant (głos)
- 1997: Na dobre i złe jako Bob Lachmen
- 1998: Dzielny mały Toster jedzie na Marsa jako Kuchenka mikrofalowa (głos)
- 1999: Mój przyjaciel Marsjanin jako Zoot (głos)
- 1999: Tarzan jako Tantor (głos)
- 1999: Toy Story 2 jako Al McWhiggin (głos)
- 2001: Wyścig szczurów jako Zach Mallozzi
- 2003: Fałszywa dwunastka jako elektryk
- 2005: Dinotopia: Walka o rubinowy kryształ jako Thudd (głos)
- 2007: Film o pszczołach jako Giraffe (głos)
- 2008: Kung Fu Panda jako szef gangu (głos)
- 2008: Scooby Doo i Król Goblinów jako Amazing Krudsky (głos)
- 2008: Punisher: Strefa wojny jako Linus Lieberman/Microchip
- 2016: Kung Fu Panda 3 jako Big Fun / Hom-Lee (głos)
- 2016: Ave, Cezar! jako Lurking Extra